# 카르멘 존스
《카르멘 존스》(Carmen Jones)는 미국에서 제작된 오토 프레밍거 감독의 1954년 뮤지컬, 드라마 영화이다. 해리 벨라폰테 등이 주연으로 출연하였고 오토 프레밍거 등이 제작에 참여하였다.
1992년 이 영화는 미국 의회도서관에 의해 문화적으로, 역사적으로, 미적으로 중요성을 인정받아 미국 국립영화등기부에 선정, 보존되었다.

## 줄거리
제2차 세계 대전 중의 노스캐롤라이나주를 배경으로 한 이 이야기는 낙하산 공장에서 일하는 "파렴치한 악녀" 카르멘 존스에 초점을 맞춘다. 카르멘이 늦게 출근했다고 보고한 동료와 싸움이 붙어 체포되자, 육군 경비대장 브라운 상사는 잘생긴 조 일병에게 50마일 이상 떨어진 민간 당국에 그녀를 데려가라고 명령한다. 이는 비행 학교에 입학하고 장교 임관을 받기 전 휴가 중에 결혼하기로 약속했던 조의 약혼녀 신디 루에게는 매우 불쾌한 일이었다.
조는 신디 루와 휴가로 돌아가기 위해 최대한 빨리 죄수를 넘겨줄 계획을 세운다. 도중에 그는 카르멘을 데려가는 마을까지 절반 거리인 차량 통행 금지 도로로 지프를 몰아 시간을 절약하기로 결정한다. 카르멘은 조와 함께 식사를 하고 약간의 로맨스를 즐기자고 제안하고, 그의 거절은 그를 유혹하려는 그녀의 결심을 더욱 강화시킨다. 그들의 군용 지프는 강에 꼼짝없이 박히게 된다. 카르멘은 근처 할머니 집에서 밤을 보내고 다음날 기차로 여행을 계속하자고 제안하고, 그날 밤 조는 카르멘의 유혹에 넘어간다. 다음 날 아침 그는 깨어나 그녀가 그를 사랑하지만 감옥에서 시간을 보내는 것을 견딜 수 없어 도망친다는 내용의 쪽지를 발견한다.
조는 죄수를 도망치게 한 죄로 이등병으로 강등되어 영창에 갇힌다. 신디 루가 면회를 왔을 때 카르멘이 보낸 장미가 그에게 전달되어 그녀는 갑자기 떠난다. 루이지애나주 나이트클럽에서 일자리를 찾은 카르멘은 그의 석방을 기다린다. 어느 날 밤 권투 챔피언 허스키 밀러가 일행과 함께 들어와 카르멘에게 자신을 소개하지만, 카르멘은 그에게 관심이 없다고 말한다. 허스키는 매니저 럼 다니엘스에게 그녀와 그녀의 친구 프랭키, 마르트가 그와 함께 시카고로 가면 보석, 모피, 비싼 호텔 스위트룸을 제공하겠다고 제안하지만, 그녀는 거절한다. 그때 조가 도착하여 즉시 비행 학교에 보고해야 한다고 말한다. 화가 난 카르멘은 현장에 나타난 브라운 상사와 함께 떠나기로 결정하고, 조는 그를 심하게 때린다. 상관을 때린 죄로 오랜 감옥살이를 선고받을 것을 깨달은 조는 카르멘과 함께 기차를 타고 시카고로 도망친다.
허름한 셋방에 갇혀 지내는 것이 지겨워진 카르멘은 옷을 차려입고 식료품을 사러 나간다고 가장하고 나간다. 체포될까 봐 방을 떠날 수 없는 조는 그녀에게 묻는다. 카르멘은 짜증을 내며 자신이 원하는 대로 한다고 말한다. 카르멘은 허스키 밀러의 체육관에 가서 프랭키에게 돈을 빌려달라고 한다. 옷과 모피, 다이아몬드는 있지만 실제 현금은 없다고 말한다. 프랭키는 카르멘에게 허스키의 편에 서서 모두가 잘 지내자고 설득하려 하지만, 카르멘은 사랑에 빠져 조를 두 번 배신하기를 거부한다. 허스키는 그녀가 마침내 자신과 함께하기 위해 돌아왔다고 믿지만, 그녀는 떠나기 전에 그의 구애를 거부하고, 그래서 그는 자신의 모든 측근에게 카르멘(그는 "히트웨이브"라고 별명을 붙였다)을 데려오기 전까지는 재정 지원을 끊겠다고 말한다. 카르멘은 식료품을 사기 위해 보석을 전당포에 맡기고 방으로 돌아온다. 그녀가 식료품 가방뿐만 아니라 새 드레스와 신발을 들고 돌아오자 조는 어떻게 돈을 지불했는지 묻는다. 그가 바람을 피웠다고 비난하는 것에 모욕감을 느낀 그녀는 그와 다투고 새 옷을 입고 허스키의 호텔 스위트룸으로 가서 친구들과 시간을 보낸다. 프랭키는 카드를 뽑아 점을 치기 시작한다. 카르멘은 스페이드 9를 뽑을 때까지 모든 것을 가볍게 여긴다. 그녀는 그것을 임박한 죽음에 대한 예감으로 해석하고, 얼마나 오래 살든 남은 인생을 즐기기로 결정한다.
신디 루는 조가 어디에 있는지 아는 유일한 사람이 카르멘이기 때문에 카르멘을 찾아 허스키의 체육관에 도착한다. 프랭키는 조가 문제만 일으킨다고 조를 포기하라고 말한다. 화난 조가 도착하고, 그는 체포를 피하고 카르멘을 되찾으려 한다. 신디 루가 있음에도 불구하고 그는 그녀를 무시하고 카르멘에게 자신과 함께 떠나라고 명령한다. 허스키가 개입하고 조가 가져온 숨겨진 칼에 위협을 받는다. 허스키의 사람들은 그의 싸움 실력 때문에 그를 물러서게 하려고 하지만, 조가 멈추지 않으므로 그럴 수 없다. 조는 몇 대 맞은 후 카르멘의 도움으로 도망친다. 조는 왜 더 이상 자신을 사랑하지 않는지 묻지만, 그녀는 누구도 갇혀 있는 것을 견딜 수 없기 때문이라고 밝힌다. 그녀는 신디 루에게 집으로 돌아가 그녀에게 합당한 사람을 찾으라고 말한다. 떠난 후 신디 루는 자신을 사랑하지 않을 뿐만 아니라 다른 여자 때문에 자신을 떠난 남자를 구하려고 하는 것이 얼마나 어리석은 일인지 혼잣말한다.
조는 군사 경찰을 피해 허스키의 큰 경기에 참석한다. 화려하게 차려입은 카르멘과 그녀의 친구들, 그리고 허스키의 측근들은 허스키를 링으로 에스코트한다. 그는 1라운드에서 비틀거렸지만 2라운드에서 상대를 이기고 돌아온다. 허스키는 승리 후 카르멘의 사랑스러운 품으로 달려가지만, 그의 측근들의 어깨에 들려 분리된다. 조는 허스키를 따라 탈의실로 가던 카르멘을 붙잡아 창고로 끌고 가서 자신에게 돌아와 달라고 애원한다. 그녀가 떠났다는 사실에 화가 난 그는 그녀를 죽였어야 했다고 주장한다. 그녀는 담담하게 그들의 관계는 끝났고 되돌릴 수 없다고 말한다. 카르멘이 계속해서 그를 거부하고 자신을 죽이거나 놓아주어야 한다고 말하자, 조는 그녀를 목 졸라 죽인다. 청소부가 그가 군사 경찰에 알리러 가려고 할 때 그를 발견한다. 그는 이제 살인죄로 죽게 될 것을 깨닫는다.

## 출연

### 주연
- 해리 벨라폰테
- 도러시 댄드리지

### 조연
- 펄 베일리
- 올가 제임스
- 조 애덤스

## 기타
- 의상: 메리 앤 나이버그

## 한국판 성우진 (MBC, 1984년 3월 10일)
- 한규희 - 조(해리 벨라폰테)
- 이경자 - 카르멘(도러시 댄드리지)
- 송도영 - 신디(올가 제임스)
- 박일
- 최병학
- 김현직
- 김석옥
- 서영애
- 강미
- 강성욱
- 김태훈
- 기경옥
- 이인성
- 최성우

## 노래 목록
- "Send Them Along" ..... Chorus
- "Lift 'Em Up an' Put 'Em Down" ..... Children's Chorus
- "Dat Love" ("Habanera") ..... Carmen
- "You Talk Jus' Like My Maw" ..... Joe and Cindy Lou
- "You Go For Me" ..... Carmen (Note: This song is the shortest reprise of "That's Love" in the soundtrack.)
- "Carmen Jones is Going to Jail" ..... Chorus
- "There's a Cafe on the Corner ("Séguedille") ..... Carmen
- "Dis Flower ("Flower Song") ..... Joe
- "Beat Out Dat Rhythm on a Drum ("Gypsy Song") ..... Frankie
- "Stan' Up an' Fight ("Toreador Song") ..... Husky Miller
- "Whizzin' Away Along de Track ("Quintet") ..... Carmen, Frankie, Myrt, Dink, and Rum
- "There's a Man I'm Crazy For" ..... Carmen, Frankie, Mert, Rum, and Dink
- "Card Song" ..... Carmen, Frankie, and Chorus
- "My Joe ("Micaëla's Prayer") ..... Cindy Lou
- "He Got His Self Another Woman" ..... Cindy Lou
- "Final Duet" ..... Carmen and Joe
- "String Me High on a Tree" ..... Joe